# シボラ
シボラ（Cíbola）とは、伝説上の黄金の七都市、別名:シボラの七都。エル・ドラードや若返りの泉と同様、16世紀のスペイン人のコンキスタドールたちやフランス人植民者によって新大陸に実在すると信じられ、現在のアメリカ合衆国南西部の探険が数多く行われた。
黄金都市の伝説の信ぴょう性が保たれたのは、一方ではエル・ドラードの伝説があったこと、アドベ煉瓦で作られたプエブロ集落は、煉瓦に雲母が混ざっていると太陽光を反射して黄金色に輝いて見えること、ズニ（w:Zuni）のプエブロ集落が実際に7つあったことなどが挙げられている。

## 伝説の由来
この伝説は、1150年頃にムーア人がスペインのメリダを征服したことに由来する。それによると、7人の西ゴート族の司教がムーア人に追われて町から逃げ、一命を取り留めただけではなく、聖なる遺物がイスラム教徒たちの手に渡るのを防いだ。そして、彼らは大西洋を渡り「アンティリア」という島にたどり着き、その島に7人の司教たちが「7つの聖なる都」を創った、という噂が広まった。
この伝説は、その後何世紀もの間、多くの探険の大きな動因になった。エンリケ航海王子の時代には、この伝説を疑う者はいなかった。
新大陸が発見されると、アンティリア島の伝説と「アステカ人の始祖は7つの洞窟から生まれた」という神話（チコモストク）が融合してシボラの伝説が新たに生み出されたという。

## 黄金の七都市の探索
1528年、ヌエバ・エスパーニャに戻ってきたパンフィロ・デ・ナルバエス遠征隊の遭難した4名の漂流者たちが、非常に裕福な町の物語を先住民の口から聞いたと言ったことで、伝説はさらに強化された。その4名のなかには、アルバル・ヌニェス・カベサ・デ・バカとエステバニコがいた。この話を聞いた副王アントニオ・デ・メンドーサは、フランシスコ会修道士のマルコス・デ・ニサを隊長にした遠征隊を組織した。デ・ニサはガイドとしてエステバニコを雇った。
冒険の間、バカパ（Vacapa, おそらく現在のソノラ州近辺）と呼ばれる場所でデ・ニサはエステバニコを偵察に向かわせた。そのすぐ後に、エステバニコは財宝で溢れる都について先住民から話を聞いたことがある修道士と出会った。エステバニコはデ・ニサを待たずに、現在のニューメキシコ州にあるズニの集落ハウィクー（Hawikuh Ruins）に到達するまで旅を続け、そこで恐らく先住民の手によって殺され、彼の仲間たちは逃げた。
一方でマルコス・デ・ニサ修道士はメキシコシティに帰還し、北方の探険でテノチティトランよりもはるかに大きい町を遠くに見てきたと主張した。その町では、人は金と銀の皿を使い、トルコ石で家を装飾し、大粒の真珠やエメラルドやその他の美しい宝石を持っていたと語った。

## 第二次遠征
このニュースを聞いたアントニオ・デ・メンドーサ副王は、修道士が非常に細かいところまで生々しく描写したその富を所有するために、すぐに大きな軍事遠征隊を組織した。副王の命令のもと、フランシスコ・バスケス・デ・コロナドが遠征隊を率い、マルコス・デ・ニサはそのガイドとなった。
コロナドは1540年4月22日に、クリアカンを少数の探検家の集団と共に出発した。陸路の遠征の大部分はトリスタン・デ・アレリャノが率いて、コロナドたちよりもゆっくりと進んだ。もう一方でフェルナンド・デ・アラルコンが率いる遠征隊が陸路の遠征隊に物資を供給するため、海路で出発した。
バスケス・デ・コロナドはソノラ州を通り抜け、現在のアリゾナ州に到着した。そこで、彼はズニのプエブロ集落に到着し、マルコス・デ・ニサの語った話は嘘で、修道士が描写したような財宝はないということを発見した。彼はまた、修道士の説明とは正反対に、海はその地域からの視界内にはなく、代わりに徒歩で多くの日を費やさなければならなかった。
コロナドはシボラを発見することは出来なかったが、新たにその土地で「ここから東の方にキビラという黄金郷がある」という話を聞いてカンザス州にも入り込んだが、これも事実ではなかった。

## シボラにちなんだ地名
シボラ国有林（w:Cibola National Forest）、アリゾナ州の集落シボラ（w:Cibola, Arizona）、ニューメキシコ州のシボラ郡は、この伝説の都市にちなんで名付けられた。しかし実際にシボラがあったといわれる場所（あるいはデ・ニサがシボラと勘違いした場所）についてははっきりしていない。